# Hultafors
Hultafors is een plaats in de gemeente Bollebygd in het landschap Västergötland en de provincie Västra Götalands län in Zweden. De plaats heeft 233 inwoners (2005) en een oppervlakte van 57 hectare.